# Anelaphus guttiventre
Anelaphus guttiventre es una especie de escarabajo longicornio del género Anelaphus, categorizada en la tribu Elaphidiini, de la subfamilia Cerambycinae. Fue descrita por Chevrolat en 1862.

## Descripción
Mide 9-17 mm de longitud.

## Distribución
Se distribuye por Cuba.